# Кільцівка
Кільцівка, Кільтява, Бриндзула — річка в Україні, у Тульчинському районі Вінницької області, права притока Сільниці (басейн Південного Бугу).

## Опис
Довжина річки 29 км, похил річки — 1,9 м/км. Формується з багатьох безіменних струмків, притоки Козарихи та водойм. Площа басейну 240 км².

## Розташування
Бере початок на північному сході від Маяків. Тече переважно на північний схід через Подільське і у Клебані впадає у річку Сільницю, праву притоку Південного Бугу.
Населені пункти вздовж берегової смуги: Кільтява, Ганнопіль, Федьківка.
Річку перетинає автомобільна дорога Т 0222
На річці знаходиться ландшафтний заказник місцевого значення Урочище Федьківське